# Обершутце

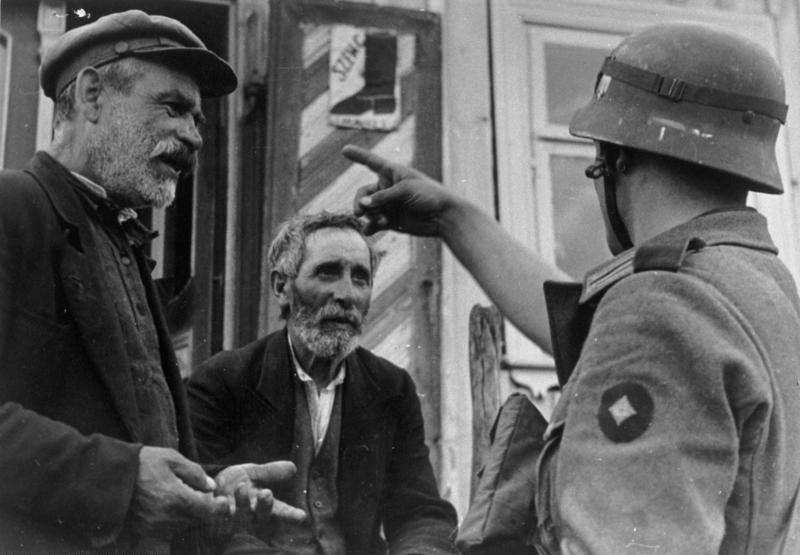
Литовские евреи и обершутце Войск отрядов защиты Германии, Литовская ССР, 24 июня 1941 года.

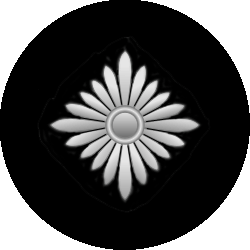
Нашивка на полевую форму одежды старшего стрелка (обершутце).

Старший стрелок, Обершу́тце (нем. Oberschütze) — воинское звание СС и Вермахта использовавшееся в формированиях Ваффен-СС с 1940 года по 1945 год. А в рядах Вермахта данное звание числилось от даты создания вооруженных сил вермахта
Соответствовало званию оберманн в общих СС.

## История
Впервые звание старший стрелок (обершутце) было использовано в армии Баварии в конце XIX века. После Первой мировой войны это звание появилось в Рейхсвере и в 1920 году стало промежуточным рангом между званиями  солдат и ефрейтор. Это звание присваивалось военнослужащим со значительным военным опытом и навыками, но которым ещё рано было давать звание ефрейтор.
В армии США этому званию соответствует рядовой первого класса.
В Ваффен-СС данное звание присваивалось военнослужащим в звании стрелок (шутце) после 6 месяцев службы.